# Ammobates cinnamomeus
Ammobates cinnamomeus là một loài Hymenoptera trong họ Apidae. Loài này được Engel mô tả khoa học năm 2008.